# Shura (певица)
Александра Лайла Дентон (также Александра Лайла Якунина-Дентон, англ. Aleksandra Lilah Yakunina-Denton; род. 17 июня 1988, Лондон, Великобритания), более известная под сценическим псевдонимом Shura — английская певица, автор песен и музыкальный продюсер, работающая преимущественно в жанрах электро- и синти-поп. Её дебютный сингл «Touch» вышел в марте 2014 года. Впоследствии она выпустила три студийных альбома: Nothing's Real (2016), Forevher (2019) и I Got Too Sad For My Friends (2025).

## Биография
Родилась 17 июня 1988 года в Лондоне, но большую часть детства провела в Манчестере. Её мать — русская актриса Валентина Якунина, а отец — английский кинодокументалист Ричард Дентон. Родители развелись, когда ей было три года. У неё есть два брата, один из которых её двойняшка. В 13 лет она начала играть на гитаре, а в 16 лет — записывать музыку.
Первый сингл Shura «Touch», спродюсированный вместе с Джоэлом Поттом из группы Athlete, вышел в марте 2014 года. Композиция получила положительные отзывы интернет-блогеров; музыкальное видео было поставлено и отредактировано самой певицей. Два других сингла, «Just Once» и «Indecision», последовали в том же году; тогда же Shura спродюсировала ремикс сингла «Say You Love Me» певицы Джесси Уэр. В 2015 году Дентон была выбрана и включена в лонг-лист лучших музыкантов года по итогам опроса Би-би-си «Sound of 2015». Её дебютный альбом Nothing’s Real вышел 8 июля 2016 года на лейбле Polydor Records.
В 2019 году, после трёхлетнего перерыва, она выпустила сингл «Love Theme», записанный совместно с музыкантом Tourist. Её второй альбом Forevher был издан 16 августа 2019 года на американском лейбле Secretly Canadian.
По словам Shura, на стиль её музыки повлияли такие исполнители, как Blood Orange, Мэрайя Кэри, Фил Коллинз, J Dilla, Дрейк, Питер Гэбриэл, Haim, Уитни Хьюстон, Джанет Джексон, Элтон Джон, Мадонна, Massive Attack, Pink Floyd, Pixies, Portishead, Принс, Дайана Росс, Эд Раш, Патрис Рашен, Рафаэл Садик, KT Tunstall и Тина Тёрнер.
Shura — атеистка и открытая лесбиянка. Помимо английского, она свободно владеет русским языком.

## Дискография

### Студийные альбомы
| Название                                                                        | Детали                                                                                             | Высшая позиция в чарте | Высшая позиция в чарте | Высшая позиция в чарте | Высшая позиция в чарте | Высшая позиция в чарте | Высшая позиция в чарте | Высшая позиция в чарте |
| Название                                                                        | Детали                                                                                             | UK                     | BEL (FL)               | BEL (WA)               | IRE                    | SCO                    | SWI                    | US Heat                |
| ------------------------------------------------------------------------------- | -------------------------------------------------------------------------------------------------- | ---------------------- | ---------------------- | ---------------------- | ---------------------- | ---------------------- | ---------------------- | ---------------------- |
| Nothing's Real                                                                  | - Релиз: 8 июля 2016 - Лейбл: Polydor - Форматы: CD, LP, цифровая загрузка                         | 13                     | 73                     | 130                    | 73                     | 15                     | 35                     | 12                     |
| Forevher                                                                        | - Релиз: 16 августа 2019 - Лейбл: Secretly Canadian - Форматы: CD, LP, цифровая загрузка, стриминг | 61                     | —                      | —                      | —                      | 32                     | —                      | 18                     |
| «—» означает, что альбом не попал в чарт или не был выпущен на этой территории. | |                        |                        |                        |                        |                        |                        |                        |

### Синглы
- 2014 — «Touch»
- 2014 — «Indecision»
- 2014 — «Just Once»
- 2015 — «2Shy»
- 2015 — «White Light»
- 2016 — «Touch» (при участии Талиба Квели)
- 2016 — «The Space Tapes»
- 2016 — «What’s It Gonna Be?»
- 2016 — «Make It Up»
- 2016 — «311215»
- 2019 — «Love Theme» (при участии Tourist[англ.])
- 2019 — «Bklynldn»
- 2019 — «religion (u can lay your hands on me)»
- 2019 — «The Stage»
- 2020 — «Elevator Girl» (при участии Ivy Sole[англ.])
- 2021 — «Obsession» (при участии Роузи Лоу)

### Видеоклипы
- 2014 —  «Touch»
- 2015 —  «Indecision»
- 2015 —  «2Shy»
- 2015 —  «Three Years (Performance Film)»
- 2015 —  «White Light»
- 2015 —  «White Light (Extended Video)»
- 2016 —  «Touch»
- 2016 —  «The Space Tapes»
- 2016 —  «What’s It Gonna Be?»
- 2016 —  «311215»
- 2019 — «BKLYNLDN»
- 2019 —  «religion (u can lay your hands on me)»
- 2019 —  «religion (u can lay your hands on me) (Vertical Video)»
- 2021 —  «Obsession»

### Ремиксы
| Год  | Композиция           | Исполнитель    |
| ---- | -------------------- | -------------- |
| 2014 | «Say You Love Me»    | Джесси Уэр     |
| 2015 | «Priestess»          | Pumarosa       |
| 2016 | «My Boy My Town»     | Мейбел         |
| 2016 | «Boyfriend»          | Tegan and Sara |
| 2016 | «Gold»               | Kiiara         |
| 2017 | «Breathe»            | Астрид С       |
| 2018 | «Queendom»           | Аврора         |
| 2021 | «Never Get It Right» | Ines Rae       |
| 2023 | «Dynamite»           | Saint Sister   |

## Награды и номинации
| Год  | Премия                       | Номинируемая работа   | Категория                   | Результат | Прим.  |
| ---- | ---------------------------- | --------------------- | --------------------------- | --------- | ------ |
| 2016 | Popjustice £20 Music Prize   | «What’s It Gonna Be?» | Лучший британский поп-сингл | Номинация | [ 25 ] |
| 2019 | Music Producers Guild Awards | Shura                 | Ремиксер года               | Победа    | [ 26 ] |
| 2019 | UK Music Video Awards        | «Religion»            | Лучшее поп-видео — новичок  | Номинация | [ 27 ] |
| 2019 | Best Art Vinyl               | Forevher              | Лучшая виниловая обложка    | Номинация | [ 28 ] |